# Haïtizanger
De haïtizanger (Microligea palustris) is een kleine zangvogel en de enige vertegenwoordiger van het geslacht Microligea. Het is een endemische vogel van het eiland Hispaniola (Haïti en de Dominicaanse Republiek).

## Kenmerken
De vogel bereikt een lengte van 12-14 centimeter. De vogel lijkt op de witvleugelzanger (Xenoligea montana). De haïtizanger heeft een grijze kop en keel en de buik is vuilwit. Het oog is rood bij volwassen vogels en heeft een onvolledige witte oogring.

## Verspreiding en leefgebied
De haïtizanger is een insecteneter die foerageert bij voorkeur dicht bij de grond of in laag struikgewas. Het leefgebied van deze soort bestaat uit droog tropisch of subtropisch laaglandbos, maar hij is ook te vinden in vochtige bergbossen tot op 2500 meter boven de zeespiegel en in zwaar aangetast, voormalig tropisch oerwoud.
De soort telt twee ondersoorten:
- M. p. palustris: de hooglanden van Hispaniola.
- M. p. vasta: de zuidwestelijke Dominicaanse Republiek.

## Status
De grootte van de wereldpopulatie is niet gekwantificeerd. De vogel is nog redelijk algemeen voorkomend, maar de aantallen lopen terug door predatie door de ingevoerd mangoeste. Het tempo van achteruitgang ligt onder de 30% in tien jaar (minder dan 3,5% per jaar), om deze redenen staat de haïtizanger als niet bedreigd op de Rode Lijst van de IUCN.

## Taxonomie
Op grond van uitgebreid fylogenetisch onderzoek stelden Barker et al (2013) voor deze soort samen met de witvleugelzanger (Xenoligea montana) en de zwartkruin- en grijskruinpalmtangare (Phaenicophilus palmarum en P. poliocephalus) te plaatsen in een nieuwe familie de Phaenicophilidae.